# Harriet Scott (Fußballspielerin)
Harriet Archer Scott (* 10. Februar 1993 in Reading) ist eine irisch-englische Fußballspielerin.

## Karriere

### Vereine
Nachdem sie in jungen Jahren bei Caversham aktiv gewesen war, wechselte sie bereits im Alter von acht Jahren in die Jugend von Reading, wo sie dann auch im Alter von 16 Jahren erstmals in der ersten Mannschaft zum Einsatz kam. Im Januar 2016 unterschrieb sie dann hier auch einen Profi-Vertrag. Zur Saison 2018/19 wechselte sie dann schließlich zu Birmingham City und spielt dort auch noch bis heute.

### Nationalmannschaft
Mit der U17 nahm sie an der Europameisterschaft 2010 teil und schaffte es hier mit ihrer Mannschaft ins Finale. Danach kam sie auch zu Einsätzen bei der Weltmeisterschaft 2010. Nachdem sie nicht für die U19 spielen wollte, um sich besser auf ihre Ausbildung zu konzentrieren, wurde sie für eine längere Zeit erst einmal nicht mehr für internationale Einsätze berücksichtigt.
Ihr Debüt für die irische A-Nationalmannschaft gab sie dann beim Zypern-Cup 2017 bei einem 2:0-Sieg über Tschechien. Infolgedessen kam sie dann auch bei der Qualifikation zur Weltmeisterschaft 2019 sowie der Qualifikation für die Europameisterschaft 2022 zu einigen Einsätzen. Auch bei der WM-Quali zum Turnier im Jahr 2023 wurde sie eingesetzt, kam jedoch nur in einer Partie zu Spielzeit. Durch die Platzierung ihrer Mannschaft auf dem zweiten Platz, ging es gegen Schottland nochmal in ein finales Playoff-Spiel gegen Schottland. Dies gewann ihre Mannschaft dann auch, wobei sie das komplette Treiben nur von der Bank beobachtete. Damit schaffte ihre Mannschaft erstmals die Qualifikation für eine WM-Endrunde.
Im Juni 2023 wurde sie für den vorläufigen Kader für die Endrunde der Weltmeisterschaft 2023 nominiert.